# 粗甲裂额蟹
粗甲裂额蟹（学名：Schizophrys aspera）为蜘蛛蟹科裂额蟹属的动物。广泛分布于从夏威夷经澳大利亚至非洲东岸及南岸的印度洋、太平洋暖水区以及日本，中国大陆的广东等地，生活环境为海水，多栖息于沿岸带的海底岩石间及潮间珊瑚礁沙质底。